# Donje Peulje
Donje Peulje es un pueblo ubicado en el municipio de Bosansko Grahovo, en el cantón 10, Bosnia y Herzegovina.

## Superficie
Posee una superficie de 34,98 kilómetros cuadrados.

## Demografía
Hasta 2013 la población era de 33 habitantes, con una densidad de población de 0,9 habitantes por kilómetro cuadrado.